# Sztablatura
Sztablatura – rodzaj tynku szlachetnego wykonanego z gipsu modelowego lub gipsu z ciastem wapiennym, po stwardnieniu wygładzonego metalową pacą do połysku. Stosuje się w pomieszczeniach obiektów reprezentacyjnych o wysokim poziomie architektonicznym wykończenia wnętrz.